# Antônio Eleutério de Camargo
Antônio Eleutério de Camargo (Porto Alegre, 1839 — São Paulo, 1891) foi um engenheiro, militar, jornalista e político brasileiro.
Cursou a Escola Militar e a Escola Central, diplomando-se em engenharia. Retornou à cidade natal como tenente do corpo de engenheiros do exército. Fascinou-se com a política, abandonando a carreira das armas.
Deputado provincial no Rio Grande do Sul em várias legislaturas, membro do Partido Liberal, foi um dos autores do projeto que elevou a freguesia de Nossa Senhora da Soledade à categoria de vila, emancipando-a de Passo Fundo.
Foi fundador do jornal A Reforma, em 1860, onde trabalhou por mais de 20 anos. Como autor publicou Quadro estatístico e geográfico da província de São Pedro do Rio Grande do Sul em 1868 pela Tipographia Jornal do Comércio.
Foi depois Conselheiro de Estado e Ministro da Guerra em 1884 (ver Gabinete Dantas) e 1885 (ver Gabinete Saraiva de 1885). Era deputado geral quando da Proclamação da República, em 1889, tendo depois disto abandonado a política, passando a ocupar-se com estudos de gabinete e trabalhos de engenharia.
Em 1891 foi contratado para dirigir um banco em São Paulo, onde morreu, relativamente pobre.